# 馬修·沃爾斯
馬修·沃爾斯（英語：Matthew Walls，1998年4月20日—），英國單車運動員，他代表英國隊參加了日本舉行的2020年夏季奧林匹克運動會，並且在男子全能賽上獲得金牌。